# Rhododendron muscipulum
Rhododendron muscipulum är en ljungväxtart som beskrevs av Danet. Rhododendron muscipulum ingår i släktet rododendron, och familjen ljungväxter. Inga underarter finns listade i Catalogue of Life.